# اس‌اس آرلینگتون
اس‌اس آرلینگتون (به انگلیسی: SS Arlington) یک کشتی بود که طول آن ۲۴۴ فوت (۷۴ متر) بود. این کشتی در سال ۱۹۱۳ ساخته شد.